# København - en by i forvandling
København - en by i forvandling er en dansk dokumentarfilm fra 1962 instrueret af Helge Ernst efter eget manuskript.

## Handling
En film, der forsøger at lade byen København fortælle sin egen historie, som den afspejles i et bykvarter, i de enkelte bygninger og i deres udsmykninger. Ved at påvise fortidens mønster i nutidens bybillede anskueliggør filmen kontinuiteten i byens forvandling gennem tiderne.